# کومه، اوکایاما
کومه، اوکایاما (به لاتین: Kume) یک منطقهٔ مسکونی در ژاپن است که در ناحیه چوگوکو واقع شده‌است. کومه ۷٬۳۹۶ نفر جمعیت دارد.